# ダラス郡 (アイオワ州)
ダラス郡 (英: Dallas County) は、アメリカ合衆国アイオワ州に位置する郡である。2020年国勢調査での人口は99,678人で、2010年の66,135人から50.72％増加した。郡庁所在地はエイデル（人口6,153人）、郡内で最多の人口を抱える都市はウォーキー（人口23,940人）である。ジェームズ・K・ポークの下でアメリカ合衆国副大統領を務めたジョージ・ダラスの名を取って命名された。

## 地理
アメリカ合衆国統計局によると、この郡は総面積1,533km2 (592 mi2) である。このうち1,519km2 (586mi2) が陸地、14km2 (5mi2) が水域であり、総面積の0.89%が水域となっている。

### 隣接する郡
- ブーン郡 (北)
- ポーク郡 (東)
- マディソン郡 (南)
- ガスリー郡 (西)
- グリーン郡 (北西)

## 人口動態

2000年国勢調査に基づくダラス郡の人口ピラミッド

2000年国勢調査で、この郡は人口40,750人、15,584世帯、及び11,173家族が暮らしている。人口密度は27/km2 (70/mi2) である。11/km2 (28/mi2) の平均的な密度に16,529軒の住宅が建っている。この郡の人種的な構成は白人94.75%、アフリカン・アメリカン0.74%、先住民0.15%、アジア0.69%、太平洋諸島系0.04%、その他の人種2.79%、及び混血0.84%である。ここの人口の5.40%はヒスパニックまたはラテン系である。
この郡内の住民は28.20%が18歳未満の未成年、18歳以上24歳以下が6.90%、25歳以上44歳以下が32.10%、45歳以上64歳以下が21.60%、及び65歳以上が11.10%にわたっている。中央値年齢は35歳である。女性100人ごとに対して男性は97.70人である。18歳以上の女性100人ごとに対して男性は93.80人である。
この郡の世帯ごとの平均的な収入は48,528米ドルであり、家族ごとの平均的な収入は58,293米ドルである。男性は37,243米ドルに対して女性は27,026米ドルの平均的な収入がある。この郡の一人当たりの収入 (per capita income) は22,970米ドルである。人口の5.60%及び家族の4.00%は貧困線以下である。全人口のうち18歳未満の6.10%及び65歳以上の7.10%は貧困線以下の生活を送っている。

## 都市および町
- エイデル
- ブーンビル (Booneville)
- Bouton
- Clive ‡
- ダラスセンター (Dallas Center)
- Dawson
- De Soto
- デキスター (Dexter)
- グレンジャー (Granger)
- Grimes ‡
- リンデン (Linden)
- Minburn
- ペリー (Perry)
- レッドフィールド (Redfield)
- Urbandale ‡
- Van Meter
- ウォーキー
- ウェストデモイン (West Des Moines) ‡
- ウッドワード (Woodward)

‡ これらの町は主にポーク郡内にあるが、ダラス郡内に広がっている。

### 郡区
- アダムス郡区
- アデル郡区
- ビーバー郡区
- ブーン郡区
- コルファックス郡区
- ダラス郡区
- デモイン郡区
- グラント郡区
- リンカーン郡区
- リン郡区
- スプリングバレー郡区
- シュガーグローブ郡区
- ユニオン郡区
- ヴァン・ミーター郡区
- ウォルナット郡区
- ワシントン郡区

## 主な出来事
- 2024年1月4日 - ペリーにある高等学校で銃乱射事件が発生。少なくとも1人（同じ学区の中学生）が死亡、5人が負傷した。容疑者の高校生は自らを銃で撃ち死亡した[5]。